# Dan Parks
Pour les articles homonymes, voir Parks.

a Compétitions nationales et continentales officielles uniquement.

b Matchs officiels uniquement.
Dernière mise à jour le 26 janvier 2016.
Daniel Arthur Parks dit « Dan Parks », né le 26 mai 1978 à Hornsby (État de Nouvelle-Galles du Sud, Australie), est un ancien joueur international écossais de rugby à XV évoluant au poste de demi d'ouverture (1,80 m pour kg).

## Biographie
Dan Parks devient rapidement le premier choix de Matt Williams, alors sélectionneur écossais, au poste de demi d'ouverture.
Il obtient sa première cape internationale le 14 février 2004 à l'occasion d'un match contre l'équipe du Pays de Galles à Cardiff (pays de Galles).
Il possède un bon jeu au pied mais est moins impressionnant comme créateur. Ses plus grands matches demeurent les matchs Écosse-Italie de la Coupe du monde 2007 à Saint-Étienne. Il fut l'artisan de la victoire de son équipe dans un match très serré, tout comme face à l'Afrique du Sud (championne du monde en 2007) en inscrivant les 21 points de la victoire en novembre 2010.
Il met un terme à sa carrière internationale le 4 février 2012 après le premier match du Tournoi des Six Nations face à l'Angleterre à la suite d'un coup de pied contré par Charlie Hodgson à la 41e minute, ce qui a couté la victoire à son équipe.
Ancien joueur des Glasgow Warriors, Parks est le premier joueur à avoir franchi la limite des 1 000 points en Celtic League.

## Statistiques en équipe nationale
- 67 sélections (47 fois titulaire, 20 fois remplaçant)
- 266 points (4 essais, 15 transformations, 55 pénalités, 17 drops)
- Sélections par année : 11 en 2004, 8 en 2005, 8 en 2006, 10 en 2007, 10 en 2008, 9 en 2010, 10 en 2011, 1 en 2012
- Tournois des Six Nations disputés : 2005, 2006, 2007, 2008, 2009, 2010, 2011, 2012

En Coupe du monde : 
- 2007 : 5 sélections (Portugal, Roumanie, Nouvelle-Zélande, Italie, Argentine)
- 2011 : 4 sélections (Roumanie, Géorgie, Argentine, Angleterre)